# Alexander Wurz
Alexander Wurz,  avstrijski dirkač Formule 1, * 15. februar 1974, Thaya, Spodnja Avstrija, Avstrija.
Alexander Wurz je upokojeni avstrijski dirkač Formula 1, ki je prvič nastopil v sezoni 1997, ko je na treh dirkah za Veliko nagrado Kanade, Francije in Velike Britanije, zamenjal rojaka Gerharda Bergerja in dosegel ob dveh odstopih tudi eno nepričakovano tretje mesto. S tem je očitno prepričal vodstvo Benettona, saj je dirkal pri njih še naslednje tri sezone, toda višje od četrtega mesta mu ni več uspelo priti. Po sezoni 2000 je moral zapustiti moštvo in do naslednje dirke je moral čakati kar pet let. V sezoni 2005 je bil tretji voznik McLarna in ob poškodbi rednega voznika, Juana Pabla Montoya, je dobil priložnost na Veliki nagradi San Marina, ki jo je odlično izkoristil s tretjim mestom. V sezoni 2006 je bil tretji voznik Williamsa, ki mu je v naslednji sezoni 2007 ponudil mesto stalnega voznika ob mladem Nemcu Nicu Rosbergu. Dosegel je le tri uvrstitve na stopničke, toda ob enem sedmem mestom sta to bili četrto mesto na dirki za Veliko nagrado Evrope in tretje mesto na dirki za Veliko nagrado Kanade. Po predzadnji dirki za Veliko nagrado Kitajske se je umaknil iz Formule 1. V letih 1996 in 2009 je zmagal na dirki za 24 ur Le Mansa. 

## Dirkaški rezultati

### Pregled rezultatov
| Sezona | Serija                    | Moštvo               | Dirke         | Pole          | Zmage         | Toč           | Uvr           |
| ------ | ------------------------- | -------------------- | ------------- | ------------- | ------------- | ------------- | ------------- |
| 1992   | Nemška Formula Ford 1600  | ?                    | ?             | ?             | ?             | ?             | 1.            |
| 1993   | Avstrijska Formula 3      | ?                    | ?             | ?             | ?             | ?             | 1.            |
| 1993   | Nemška Formula 3          | RSM Marko            | 16            | 0             | 0             | 27            | 13.           |
| 1993   | Masters Formule 3         | RSM Marko            | 1             | 0             | 0             | ?             | 17.           |
| 1994   | Nemška Formula 3          | G+M Escom Motorsport | 19            | 1             | 3             | 219           | 2.            |
| 1994   | Velika nagrada Macaa      | G+M Escom Motorsport | 1             | 0             | 0             | ?             | 15.           |
| 1994   | Grand Prix de Monaco F3   | G+M Escom Motorsport | 1             | 0             | 0             | ?             | 10.           |
| 1994   | Masters Formule 3         | G+M Escom Motorsport | 1             | 0             | 0             | ?             | 26.           |
| 1995   | Nemška Formula 3          | G+M Escom Motorsport | 15            | 0             | 0             | 74            | 6.            |
| 1995   | Britanska Formula 3       | G+M Escom Motorsport | 1             | 0             | 0             | 4             | 21.           |
| 1995   | Velika nagrada Macaa      | G+M Escom Motorsport | 1             | 0             | 0             | ?             | 7.            |
| 1995   | Grand Prix de Monaco F3   | G+M Escom Motorsport | 1             | 0             | 0             | ?             | 6.            |
| 1995   | Masters Formule 3         | ?                    | 1             | 0             | 0             | ?             | NC            |
| 1996   | International Touring Car | Opel Team Joest      | 20            | 0             | 0             | 43            | 16.           |
| 1996   | 24 ur Le Mansa            | Joest Racing (LMP1)  | 1             | 0             | 1             | /             | 1.            |
| 1997   | Formula 1                 | Benetton             | 3             | 0             | 0             | 4             | 14.           |
| 1997   | Prvenstvo FIA GT          | AMG Mercedes         | 10            | 5             | 1             | 25            | 10.           |
| 1998   | Formula 1                 | Benetton             | 16            | 0             | 0             | 17            | 8.            |
| 1999   | Formula 1                 | Benetton             | 16            | 0             | 0             | 3             | 13.           |
| 2000   | Formula 1                 | Benetton             | 17            | 0             | 0             | 2             | 15.           |
| 2001   | Formula 1                 | McLaren              | Testni dirkač | Testni dirkač | Testni dirkač | Testni dirkač | Testni dirkač |
| 2002   | Formula 1                 | McLaren              | Testni dirkač | Testni dirkač | Testni dirkač | Testni dirkač | Testni dirkač |
| 2003   | Formula 1                 | McLaren              | Testni dirkač | Testni dirkač | Testni dirkač | Testni dirkač | Testni dirkač |
| 2004   | Formula 1                 | McLaren              | Testni dirkač | Testni dirkač | Testni dirkač | Testni dirkač | Testni dirkač |
| 2005   | Formula 1                 | McLaren              | 1             | 0             | 0             | 6             | 17.           |
| 2006   | Formula 1                 | Williams             | Testni dirkač | Testni dirkač | Testni dirkač | Testni dirkač | Testni dirkač |
| 2007   | Formula 1                 | Williams             | 16            | 0             | 0             | 13            | 11.           |
| 2008   | Formula 1                 | Honda Racing F1      | Testni dirkač | Testni dirkač | Testni dirkač | Testni dirkač | Testni dirkač |
| 2009   | Formula 1                 | Brawn GP             | Testni dirkač | Testni dirkač | Testni dirkač | Testni dirkač | Testni dirkač |
| 2009   | 24 ur Le Mansa            | Peugeot Sport (LMP1) | 1             | 0             | 1             | /             | 1.            |

### Formula 1
(legenda) (odebeljene dirke pomenijo najboljši štartni položaj, poševne pa najhitrejši krog, †-uvrščen kljub odstopu)
| Leto | Moštvo                       | Šasija         | Motor                           | 1       | 2       | 3       | 4       | 5      | 6       | 7       | 8       | 9       | 10     | 11      | 12      | 13      | 14      | 15      | 16      | 17     | 18     | 19  | Prv | Toč |
| ---- | ---------------------------- | -------------- | ------------------------------- | ------- | ------- | ------- | ------- | ------ | ------- | ------- | ------- | ------- | ------ | ------- | ------- | ------- | ------- | ------- | ------- | ------ | ------ | --- | --- | --- |
| 1997 | Mild Seven Benetton Renault  | Benetton B197  | Renault RS9 3.0 V10             | AVS     | BRA     | ARG     | SMR     | MON    | ŠPA     | KAN Ret | FRA Ret | VB 3    | NEM    | MAD     | BEL     | ITA     | AVT     | LUK     | JAP     | EU     |        |     | 14. | 4   |
| 1998 | Mild Seven Benetton Playlife | Benetton B198  | Playlife GC37-01 3.0 V10        | AVS 7   | BRA 4   | ARG 4   | SMR Ret | ŠPA 4  | MON Ret | KAN 4   | FRA 5   | VB 4    | AVT 9  | NEM 11  | MAD Ret | BEL Ret | ITA Ret | LUK 7   | JAP 9   |        |        |     | 8.  | 17  |
| 1999 | Mild Seven Benetton Playlife | Benetton B199  | Playlife FB01 3.0 V10           | AVS Ret | BRA 7   | SMR Ret | MON 6   | ŠPA 10 | KAN Ret | FRA Ret | VB 10   | AVT 5   | NEM 7  | MAD 7   | BEL 14  | ITA Ret | EU Ret  | MAL 8   | JAP 10  |        |        |     | 13. | 3   |
| 2000 | Mild Seven Benetton Playlife | Benetton B200  | Playlife FB02 3.0 V10           | AVS 7   | BRA Ret | SMR 9   | VB 9    | ŠPA 10 | EU 12   | MON Ret | KAN 9   | FRA Ret | AVT 10 | NEM Ret | MAD 11  | BEL 13  | ITA 5   | ZDA 10  | JAP Ret | MAL 7  |        |     | 15. | 2   |
| 2005 | Team McLaren Mercedes        | McLaren MP4-20 | Mercedes FO 110R 3.0 V10        | AVS     | MAL     | BAH TD  | SMR 3   | ŠPA    | MON TD  | EU TD   | KAN     | ZDA     | FRA    | VB      | NEM TD  | MAD TD  | TUR     | ITA     | BEL TD  | BRA TD | JAP    | KIT | 17. | 6   |
| 2006 | WilliamsF1 Team              | Williams FW28  | Cosworth CA2006 2.4 V8 4 Series | BAH TD  | MAL TD  | AVS TD  | SMR TD  | EU TD  | ŠPA TD  | MON TD  | VB TD   | KAN TD  | ZDA TD | FRA TD  | NEM TD  | MAD TD  | TUR TD  | ITA TD  | KIT TD  | JAP TD | BRA TD |     | -   | -   |
| 2007 | AT&T Williams                | Williams FW29  | Toyota RVX-07 2.4 V8            | AVS Ret | MAL 9   | BAH 11  | ŠPA Ret | MON 7  | KAN 3   | ZDA 10  | FRA 14  | VB 13   | EU 4   | MAD 14  | TUR 11  | ITA 13  | BEL Ret | JAP Ret | KIT 12  | BRA    |        |     | 11. | 13  |